# Oued Lilli
Oued Lilli (em árabe: وادى ليلى) é uma comuna localizada na província de Tiaret, Argélia. Sua população estimada em 2008 era de 12 574 habitantes.